# Pygostyle

Squelette de pigeon : pygostyle (numéro 17).

Le pygostyle (grec ancien πυγή, pugế, « fesse » et στῦλος, stûlos, « pilier », « colonne ») est un os du croupion des oiseaux. Il provient de la soudure des trois ou quatre dernières vertèbres caudales. Il sert de support aux grandes plumes de la queue, les rectrices qui constituent la queue de l’oiseau à proprement parler.
Le fossile le plus ancien avec un pygostyle est Hongshanornis longicresta. mais certains dinosaures non aviens possédaient déjà un pygostyle, comme Nomingia, du groupe des Caenagnathidae. Il s'agit donc d'un caractère apparu bien avant les premiers oiseaux.